# جوفان كاستراتوفيتش
جوفان كاستراتوفيتش هو لاعب كرة قدم صربي في مركز الهجوم، ولد في 22 يناير 1993 في كرالييفو في صربيا. لعب مع نادي بوراتس بانيا لوكا ونادي زيمون.

## وصلات خارجية
- جوفان كاستراتوفيتش على موقع قاعدة بيانات كرة القدم.إي يو (الإنجليزية)
- جوفان كاستراتوفيتش على موقع Soccerbase.com (لاعب) (الإنجليزية)
- جوفان كاستراتوفيتش على موقع Soccerway.com (الإنجليزية)
- جوفان كاستراتوفيتش على موقع عالم كرة القدم.نت (الإنجليزية)